# Stephen Marley
Stephen Robert Nesta Marley, meglio conosciuto come Stephen Marley (Wilmington, 20 aprile 1972), è un cantante, chitarrista e produttore discografico giamaicano, secondo figlio di Bob Marley e sua moglie Rita.
Ha vinto per otto volte i Grammy Award, tre volte come solista, due volte come produttore del fratello minore Damian Marley negli album "Halfway Tree" e "Welcome to Jamrock", e altre tre volte con suo fratello maggiore Ziggy Marley con il gruppo Ziggy Marley & The Melody Makers.
L'album del 2011 di Marley Revelation Pt. 1 - The Root of Life ha vinto il Grammy Award come "miglior album di reggae" nel 2012. Il suo seguito, Revelation Pt. 2 - The Fruit of Life, è stato rilasciato il 22 luglio 2016.
In molti dei suoi album solisti autoprodotti Mind Control (2007), Mind Control Acoustic (2008), Revelation Part I: The Root of Life (2011) e Revelation Part II: The Fruit of Life (2016) ha composto e prodotto tutte le canzoni del suo album e ha suonato lui stesso una varietà di strumenti musicali.
Il 3 aprile 2017, Marley e Pitbull si sono esibiti al The Tonight Show Starring Jimmy Fallon, suonando il loro singolo "Options".

## Biografia
Marley è nato a Wilmington, Delaware e cresciuto a Kingston, in Giamaica. È il secondogenito di Bob Marley e di sua moglie Rita Marley.

## Carriera

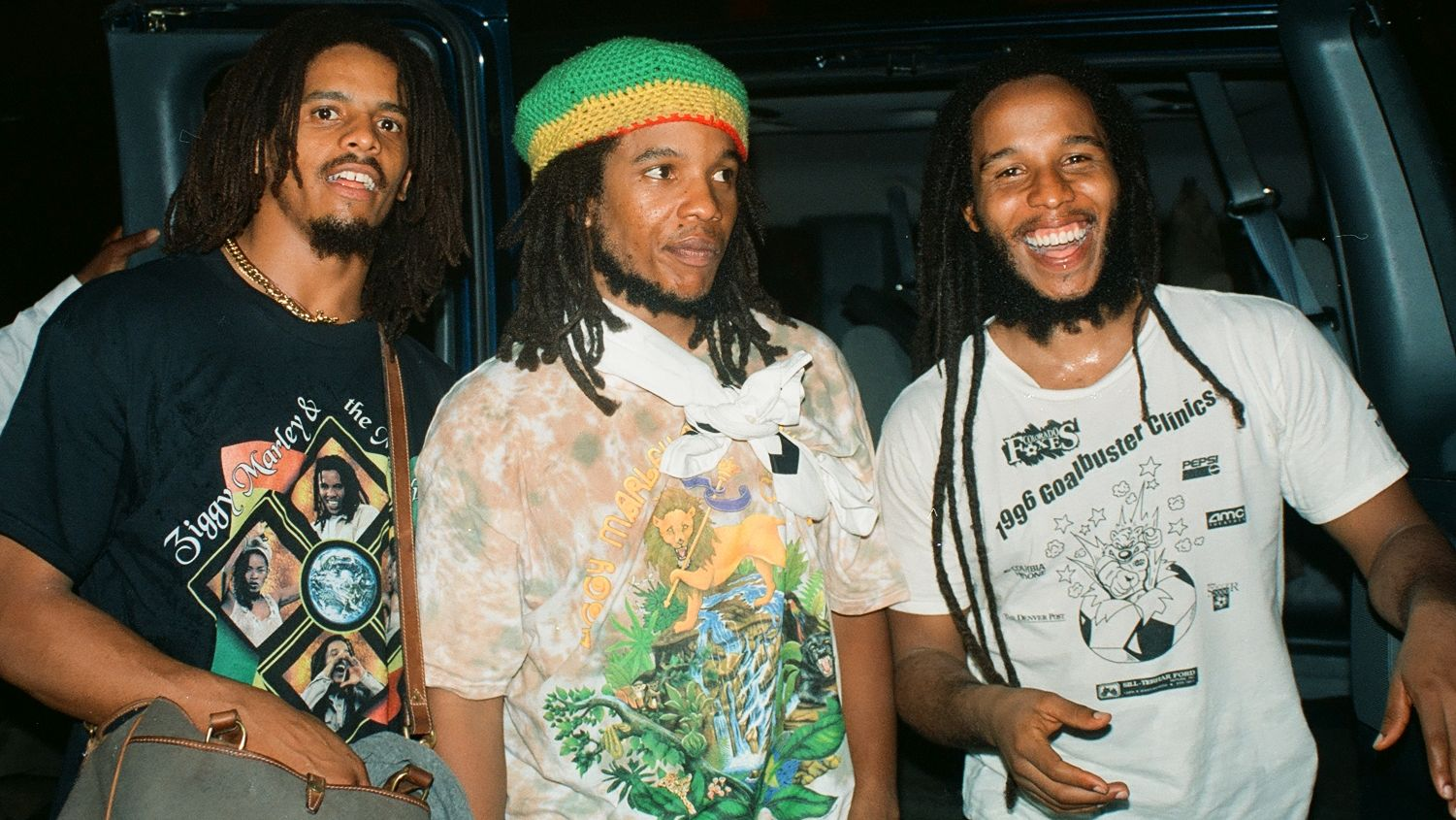
I fratelli Marley nel 1997

La sua prima apparizione in un disco arriva all'età di 6 anni, nel 1979, assieme al fratello Ziggy. La canzone s'intitola Children Playing in the Streets ed è registrata per beneficenza alle Nazioni Unite per l'Anno Internazionale del Bambino. Il pezzo è anche il primo pezzo della band Ziggy Marley and the Melody Makers, a cui Stephen partecipa assieme al fratello Ziggy e alle sorelle Cedella e Sharon. Nella band Stephen è chitarrista, cantante e occasionalmente collabora nella stesura dei testi.
Per soddisfare la sua creatività l'artista collabora anche con altri artisti al di fuori della band, i primi sono, nel 1996, i suoi fratelli Julian e Damian. Lo stesso anno remixa un brano dei Fugees, facendo così notare per la prima volta il suo amore per l'hip hop e l'R'n'B. Successivamente lavora con Eve, Krayzie Bone, e Erykah Badu, e prende parte in qualità di produttore esecutivo alla compilation in onore di suo padre, Chant Down Babylon, pubblicata nel 1999. La compilation attrae critiche negative dai puristi del reggae, che pensano che la mescolanza tra l'hip hop e la musica di suo padre sia blasfema; l'album però ha un buon successo, che incoraggia il giovane produttore.
Nel 2001 cura la produzione pee l'album Halfway Tree, che vincerà il Grammy Award come Best Reggae Album. Successivamente collabora ancora con i fratelli, e pubblica tre album solisti: Got Music? nel 2006, Stephen Marley e Mind Control nel 2007. Quest'ultimo album è stato il più grande successo dell'artista e ha vinto il Grammy come miglior album reggae. Nel 2008 ne pubblica una versione acustica, anch'essa premiata con un Grammy Award. Una tra i suoi successi più famose è "Hey Baby", presente anche come colonna sonora del videogioco NBA Live 08.

## Vita privata
Vive a Miami, in Florida, dove ha una casa e uno studio di registrazione privato.
Il suo figlio maggiore, Jo Mersa Marley, era un musicista che ha recentemente pubblicato il suo EP, "Comfortable" ed è morto per un attacco di asma. Sua figlia, Mystic Marley, ha pubblicato l'EP "Beatdown", il suo singolo di debutto e il video musicale il 6 giugno 2018.

## Discografia

### Con i Melody Makers
- 1985 - Play the Game Right
- 1986 - Children Playing
- 1986 - Hey World!
- 1988 - Conscious Party
- 1989 - One Bright Day
- 1991 - Jahmekya
- 1993 - Joy and Blues
- 1995 - Free Like We Want 2 B
- 1997 - Fallen Is Babylon
- 1999 - Spirit of Music

Raccolte
- 1988 - Time Has Come: The Best of Ziggy Marley and the Melody Makers
- 1997 - The Best of (1988 - 1993)

Live
- 2000 - Live Vol. 1

### Da solista
- 2006 - Got Music?
- 2007 - Stephen Marley
- 2007 - Mind Control
- 2008 - Mind Control: Acoustic
- 2011 - Revelation Pt. 1 – The Root of Life
- 2016 - Revelation Pt. 2 – The Fruit of Life
- 2023 - Old Soul